# Philippe Busquin
Philippe Busquin n. 6 ianuarie 1941, Feluy⁠(d), Valonia, Belgia este un om politic belgian, membru al Parlamentului European în perioada 2004-2009 din partea Belgiei.